# Red Rock West
Red Rock West è un film di John Dahl del 1992.

## Trama
Michael Williams è un disoccupato che gira gli Stati Uniti con la sua auto in cerca di lavoro: nonostante la raccomandazione di un amico, non viene assunto in un'azienda petrolifera a causa di una ferita alla gamba procuratasi quand'era marine. Decide così di dirigersi a Red Rock, nel Wyoming, in cerca di un altro lavoro. Il proprietario di un bar di nome Wayne Brown lo scambia per il sicario Lyle di Dallas, che ha ingaggiato per uccidere la moglie Suzanne. Bisognoso di denaro, Michael si presta all'equivoco, intasca l'anticipo di 5 000 dollari e si reca dalla donna, suo bersaglio: incontratala, l'avverte che la sua vita è in pericolo, ma questa, tutt'altro che spaventata, gli fa una controfferta di 10 000 dollari, incaricandolo d'uccidere suo marito.
Michael prende anche questa somma e, deciso a scappare, imbocca la strada per dirigersi a nord, ma la sua fuga si interrompe quando, sotto un forte acquazzone, investe un automobilista in panne in cerca d'aiuto. 
Una serie di sfortunate coincidenze bloccheranno Michael a Red Rock, che si troverà in fuga dal vero sicario e dallo sceriffo Kevin McCord (precedentemente spacciatosi come Wayne Brown).